# Semiothisa discorptata
Semiothisa discorptata là một loài bướm đêm trong họ Geometridae.